# Daleville, Alabama
Daleville är en stad (city) i Dale County, i delstaten Alabama, USA. Enligt United States Census Bureau har staden en folkmängd på 5 273 invånare (2011) och en landarea på 36,5 km².
Fort Rucker gränsar till staden.